# Impermeabilizante

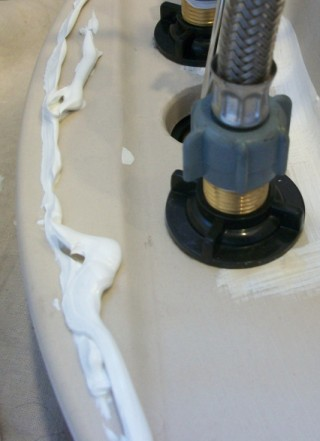
El impermeabilizante a base de silicona en este lavamanos de baño volteado hacia arriba se extenderá homogéneamente, sellando el espacio cuando se voltee e instale.

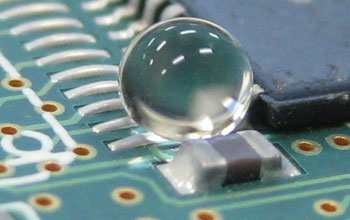
Un recubrimiento con la capacidad de hacer una superficie anticorrosiva, a prueba de agua, y en general, seca.

Impermeabilizantes o hidrófugos son sustancias o compuestos químicos que tienen como objetivo detener el agua, impidiendo su paso, y son muy utilizados en el revestimiento de piezas y objetos que deben ser mantenidos secos. Funcionan eliminando o reduciendo la porosidad del material, llenando filtraciones y aislando la humedad del medio. Pueden tener origen natural o sintético, orgánico o inorgánico. Dentro de los naturales destaca el aceite de ricino y, dentro de los sintéticos, el petróleo, chapopote, asfalto o brea.
Los impermeabilizantes químicos como los conocemos hoy en día fueron inventados en Suiza para usarse en el túnel de San Gotardo en 1910 por el inventor y empresario suizo Kaspar Winkler quien fundara lo que hoy en día es Sika AG.
En la construcción civil, son empleados en el aislamiento de cimentaciones, soleras, tejados, lajas, paredes, depósitos, piscinas y cisternas. En este ámbito se conocen como hidrófugos. En Argentina, a este material se le llama ceresita, por su marca vulgarizada.

## Composición
Un sellador impermeabilizador puede ser hecho con compuestos alquilsiliconados, como el metil, etil o propilsiliconatos de sodio o potasio. Estos alquilsiliconatos de metales alcalinos se utilizan en forma de solución acuosa. 
La cantidad de alquilsiliconatos a ser utilizado es por lo general por debajo de 3 partes en peso por cada 100 partes en peso de sellador de impermeabilización. Es posible utilizar un siliconato único o una mezcla de al menos dos o más de los siliconatos mencionados en la impermeabilización de la composición de sellador. La cantidad preferida de siliconatos que debe utilizarse es 1,4 a 1,9 partes en peso por cada 100 partes en peso de solución de impermeabilización.
Los polímeros usados más frecuentemente para este tipo de compuestos son emulsiones/dispersiones de poliuretanos, resinas acrílicas estabilizadas con álcalis, vinilos y sus copolímeros. La emulsión/dispersión de polímero preferida son poliuretanos. En la formulación puede se utilizado una mezcla de dos o más de las emulsiones de polímeros mencionados o puede ser fabricado con una única emulsión/dispersión polimérica. La cantidad de partes en peso de polímero total (contenido de sólidos presentes en las emulsiones/dispersiones) que se utilizan en la formulación es 0,20 a 10 partes/100 partes en peso de solución de impermeabilización aislante.
La cantidad preferida de partes en peso de polímero que se utiliza en la formulación es 1,0 a 3,5 partes/100 partes en peso de solución de impermeabilización de sellador, aunque esto último dependerá de muchas otras condiciones. Dispersiones de poliuretano, emulsiones están hechas de isocianatos alifáticos y aromáticos, poliisocianatos, polioles y co-solventes.
Diisocianato de tolueno (TDI), difenilmetano 4,4 ‘-diisocianato (MDI), diisocianato de hexametileno (IDH), diisocianato de isoforona (IPDI). se usan para fabricar estas dispersiones / emulsiones. Polyisooyanates puede basarse en el TDI, MDI y IPDI.
Los polioles son poliéteres, poliésteres, polioles de base acrílica, polioles base policarbonato y similares. Los ejemplos de co-solventes son solventes de hidrocarburos, como tolueno, N-metil-2-pirrolidona, dimetil formamida (DMF) y similares. Silicatos alcalinos son los de sodio y de potasio. El preferido es el silicato de sodio representado por la fórmula:
Na2O x SiO2 donde 2.0 < x < 3.2. 
La cantidad preferida de un silicato a utilizarse es de 0,001 a 1,0 partes en peso por cada 100 partes en peso del sellador de impermeabilización.
Los disolventes más comunes son el etilenglicol, dietilenglicol, metanol, etanol, n-propanol, isopropanol, n-butanol e iso-butanol. Uno o una mezcla de dos o más de los diluyentes pueden ser utilizados. La cantidad preferida de diluyentes que se utilizará es de 0 a 5 partes por peso por 100 partes en peso del sellador de impermeabilización. Los aditivos son surfactantes, agentes humectantes, antiespumantes, biocidas, etc. La cantidad preferida de cada uno de estos aditivos que pueden utilizarse es de 0,005 a 2 partes por peso por 100 partes por peso de la sellador de impermeabilización.
Otros ingredientes, tales como pigmentos, plastificantes, inhibidores de la ultravioleta, antioxidantes y otros similares también pueden ser utilizados en cantidades convencionales.
Los impermeabilizantes pueden ser utilizados en procesos de impermeabilización de tipo doméstico y de construcción, tales como fachadas, azoteas, cubiertas,etc.